# Scyllarides latus
Scyllarides latus är en kräftdjursart som först beskrevs av Pierre André Latreille 1802.  Scyllarides latus ingår i släktet Scyllarides och familjen Scyllaridae. Inga underarter finns listade i Catalogue of Life.
Detta kräftdjur förekommer främst i Medelhavet längs kusterna samt i östra Atlanten mot Portugal och norra Senegal. Arten når även Azorerna, Kanarieöarna och Kap Verde. Den hittas till ett djup av 400 meter. Exemplaren gömmer sig på dagen mellan klippor och andra föremål och de kommer på natten fram. Födan utgörs av musslor och andra blötdjur. Exemplaren blir vanligen 30 cm långa och den maximala längden är 45 cm.
Enligt uppskattningar sker fortplantningen mellan juni och augusti. Honan lägger 100 000 till 356 000 ägg per tillfälle. Ungar av arten har aldrig påträffats. De lever kanske i djupare havsdelar.
Regionalt sker intensivt fiske på arten. Hela populationens storlek är inte känd. IUCN kategoriserar arten globalt som otillräckligt studerad.

## Bildgalleri

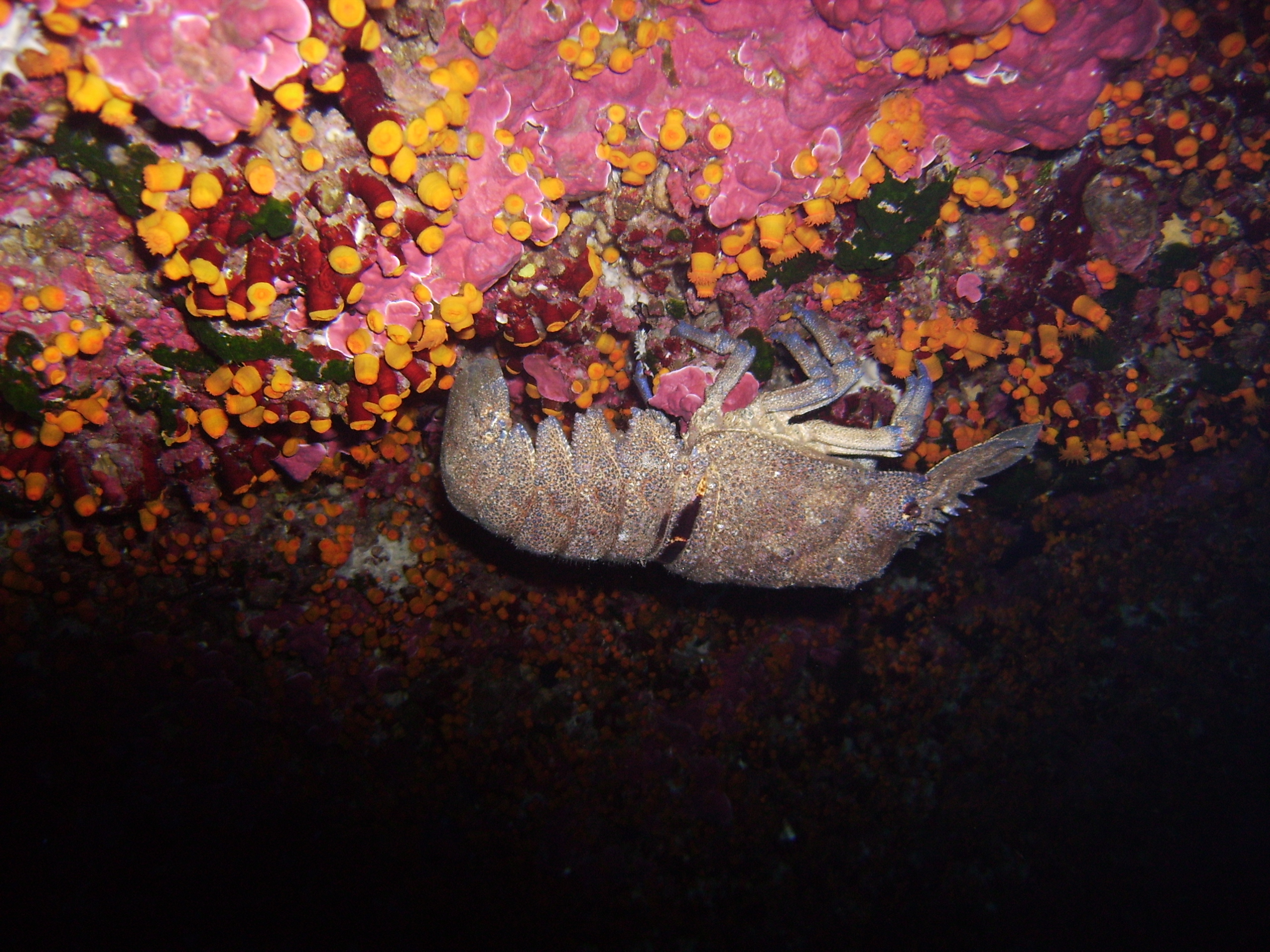
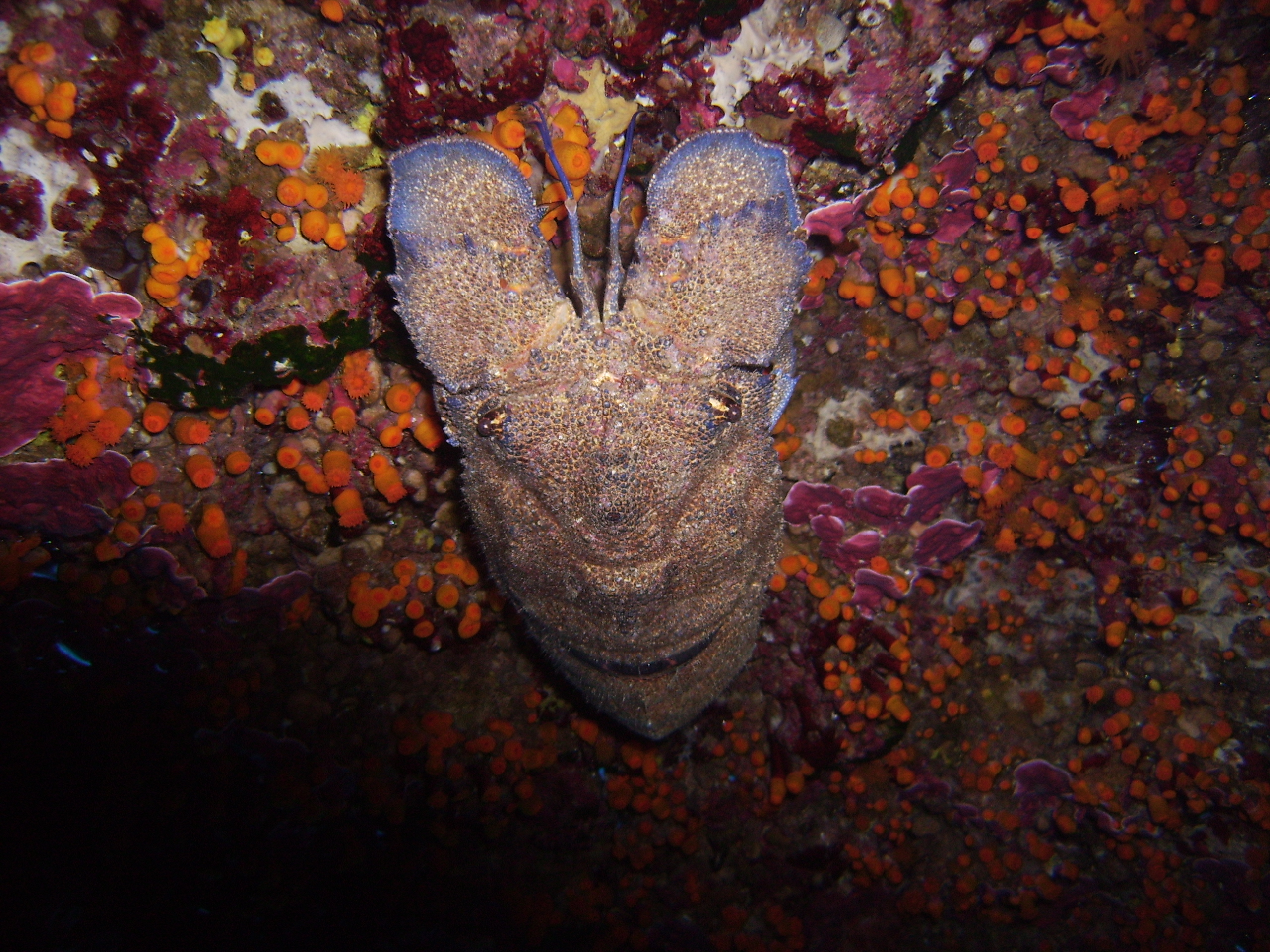
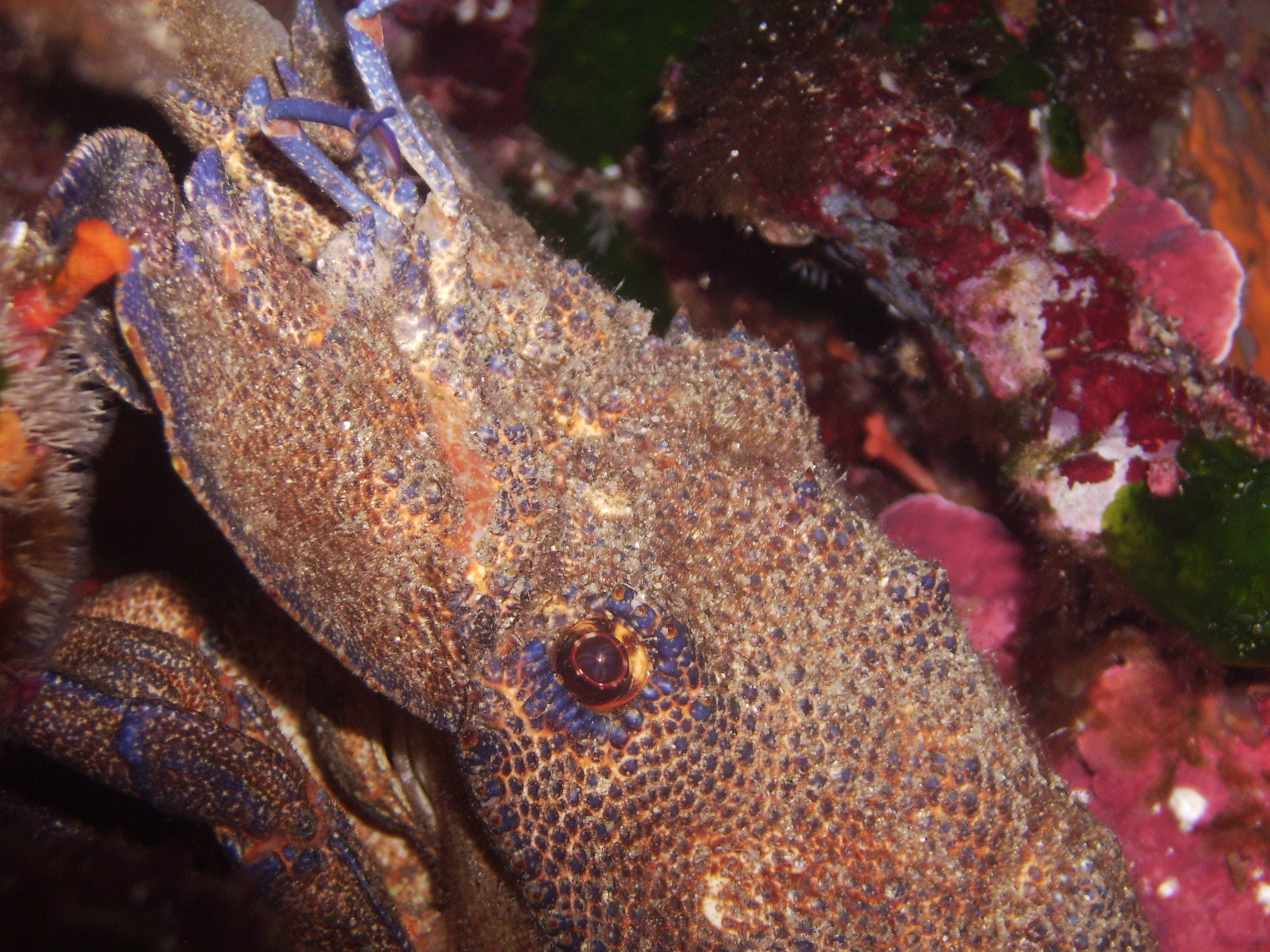
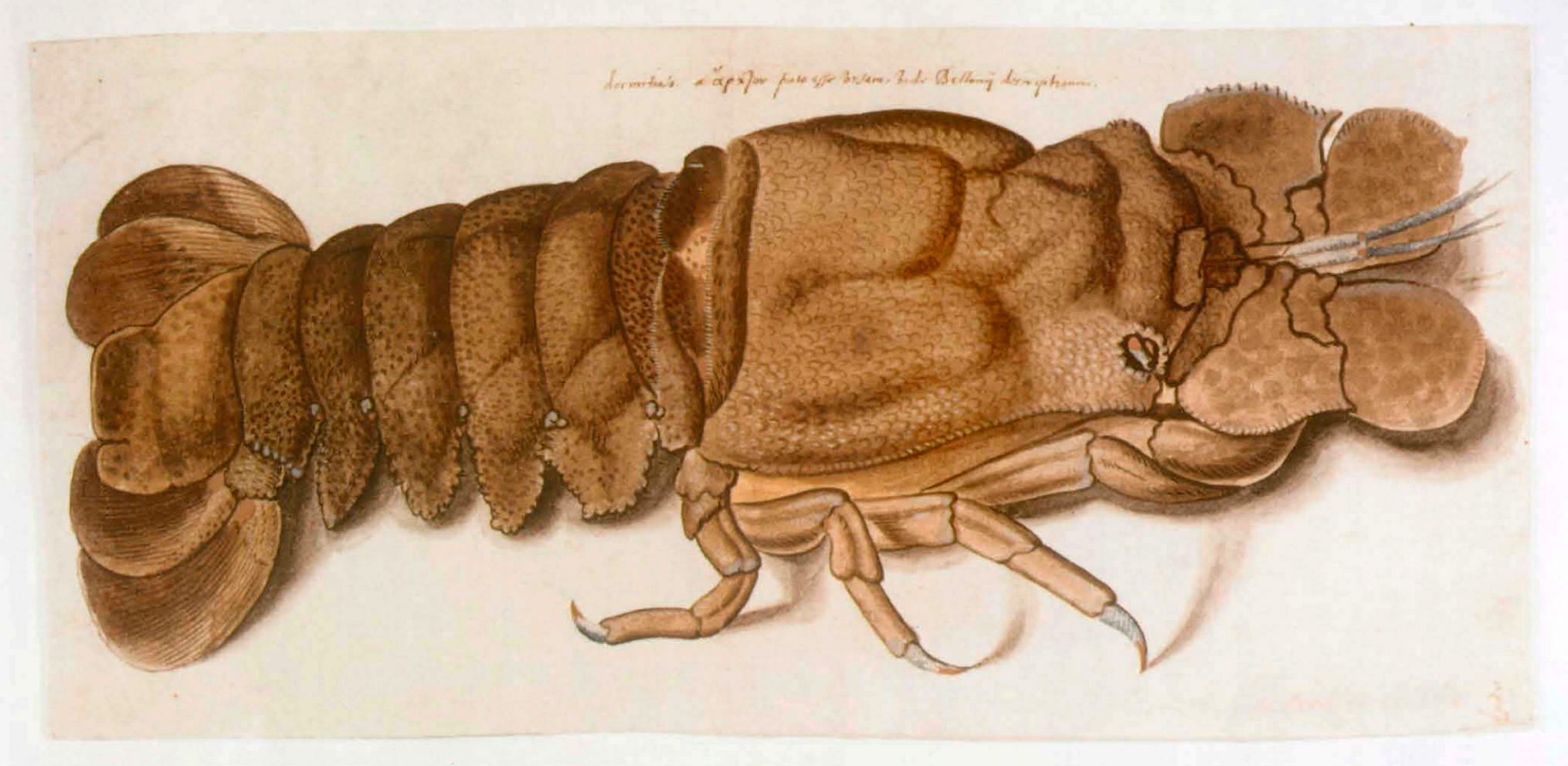